# Салоте Тупоу ІІІ
Салоте Тупоу III (13 березня 1900, Нукуалофа — 16 грудня 1965, Окленд, Нова Зеландія) — королева Тонга з династії Тупоу, що правила з 1918 року.

## Життєпис
Народилася 13 березня 1900 року в слолиці Тонги Нукуалофа.
19 вересня 1917 року вступила в шлюб зі своїм далеким родичем, високоповажним Тамасією Тунгі Маілефілі (1887-1941), пізніше — міністром закордонних справ і прем'єр Тонга.
11 жовтня 1918 року була коронована в якості королеви під іменем Салоте Тупоу III. Вона провела сільськогосподарську реформу, наладила системи охорони здоров'я та освіти, дбала про збереження і розвиток традиційних ремесел.
Стала відомою світу 2 червня 1953 року, взявши участь у коронації королеви Єлизавети II. Три мільйони осіб стояли на вулицях Лондона вздовж шляху урочистої процесії, пряму трансляцію цієї події дивилися десятки мільйонів людей з усього світу. Під час коронації пішов сильний дощ, крізь тісні струмені якого можна було розглянути лише криті екіпажі кортежу, в яких почесні гості йшли за золотою каретою Єлизавети. Лише в одному з екіпажів було відкинуто гору. Усередині сиділа висока темношкіра жінка (зростом 1,91 м), і, попри холодну зливу, посміхалася людям, що промокли до нитки, привітно махаючи їм рукою.
Померла 16 грудня 1965 року, о 00:15 за місцевим часом в Окленді, але оскільки на Тонга новий день настає одним з перших (королівство лежить поряд з лінією зміни дат), у всьому світі було ще 15 грудня. Через це дата її смерті в різних джерелах датується або 15 або 16 грудня.

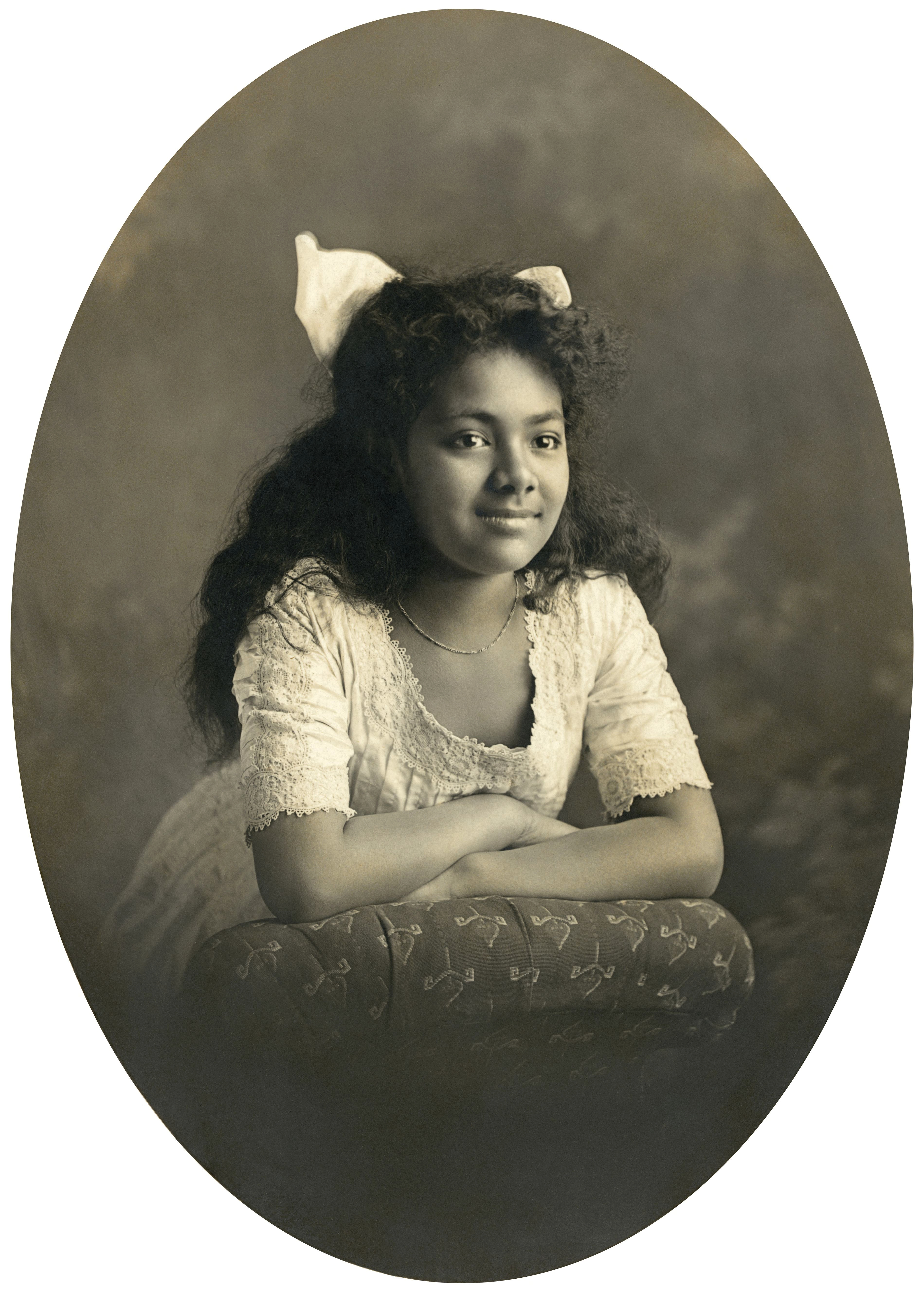
1908

## Нагороди
- 1932 - Дама-Командор ордена Британської імперії (англ. Dame Commander of the Order of the British Empire ; DBE )
- 1945 - Дама Великого Хреста ордену Британської імперії (англ. Dame Grand Cross of the Order of the British Empire ; GBE ) (вищий ступінь ордену)
- 1953 - Дама Великого Хреста Королівського Вікторіанського орденаангл. Dame Grand Cross of the Royal Victorian Order; GCVO )
- 1965 - Дама Великого Хреста Ордену Святого Михайла та Святого Георгія (англ. Dame Grand Cross of the Order of Saint Michael and Saint George; GCMG )